# Cru (organização cristã)
A Cru, conhecida até 2011 como Campus Crusade for Christ (informalmente chamada de Campus Crusade, Crusade ou CCC) é uma organização cristã interdenominacional com características de uma entidade paraeclesiástica. Fundada em 1951 na Universidade da Califórnia em Los Angeles por Bill Bright e Vonette Zachary Bright, a organização inicialmente focava em estudantes universitários, mas, ao longo do tempo, expandiu suas atividades para alcançar diversos públicos. Em 2020, a Cru registrava 19.000 funcionários distribuídos por 190 países.
Em 1991, a sede mundial da Campus Crusade for Christ foi transferida de Arrowhead Springs, em San Bernardino, Califórnia, para Orlando, Flórida. Desde 2024, a organização é presidida por David Robbins.
Em 2011, a Campus Crusade for Christ mudou seu nome nos Estados Unidos para Cru, uma decisão motivada pelo desejo de evitar conotações negativas associadas ao termo "crusade" ("cruzada"), que pode ser sensível em alguns contextos, especialmente em países de maioria muçulmana. Segundo um porta-voz da organização, a mudança também refletiu a ampliação de seu escopo, que deixou de se restringir exclusivamente aos campi universitários.

## História

### Inícios
A Campus Crusade for Christ foi fundada em 1951 na Universidade da Califórnia em Los Angeles por Bill Bright e Vonette Zachary Bright, com foco inicial Inicialmente voltada para estudantes universitários. De acordo com o historiador John G. Turner, Bill e Vonette receberam influência e orientação de Henrietta Mears, então diretora de Educação Cristã na Primeira Igreja Presbiteriana de Hollywood. Bill Bright também foi influenciado pela teologia e pelos ensinamentos do evangelista americano Billy Graham. Durante seu tempo como estudante no Seminário Teológico Fuller, Bright sentiu o que descreveu como um chamado divino para trabalhar com estudantes universitários. Ele então deixou os estudos no Fuller e estabeleceu a Campus Crusade no campus da UCLA.
Em 1952, cerca de 250 estudantes da UCLA se envolveram com o movimento da Campus Crusade, incluindo o decatleta e futuro ator Rafer Johnson. À medida que a organização se expandiu para outras universidades, contratou seis funcionários. Em 1956, Bright criou uma apresentação evangelística de 20 minutos intitulada "O Plano de Deus para Sua Vida", que passou a orientar os programas de evangelismo e discipulado da Campus Crusade. Em 1953, a organização alugou um pequeno escritório na Avenida Westwood, em Los Angeles, que serviu como sua sede até a década de 1960. Segundo Turner, o crescimento da Campus Crusade nos campi universitários dos Estados Unidos durante as décadas de 1950 e 1960 gerou tensões com grupos cristãos já estabelecidos, como a InterVarsity Christian Fellowship e capelães universitários de perspectivas mais liberais.
Turner observa que a Campus Crusade adotava uma postura evangélica conservadora e anticomunista. Inicialmente, Bill Bright manteve relações cordiais com a Universidade Bob Jones (BJU), de orientação fundamentalista. No entanto, essas relações se romperam após Bright apoiar Billy Graham, que aceitou o apoio de protestantes liberais durante sua cruzada de 1957 em Nova York, levando a BJU a retirar seu suporte. Turner sugere que esse episódio aproximou a Campus Crusade da corrente "novo evangélico" dentro do protestantismo evangélico americano no final de 1958.
Após a ruptura com a BJU, a Campus Crusade passou a destacar o papel do Espírito Santo em sua teologia e atividades evangelísticas, em um período marcado pelo crescimento dos movimentos pentecostal e carismático nas décadas de 1950 e 1960. Embora Bright e a organização mantivessem contatos com esses grupos, Bright rejeitava a ideia de que a glossolalia (falar em línguas) fosse uma manifestação do Espírito Santo. Em 1960, com o aumento das divergências entre evangélicos e carismáticos, a Campus Crusade estabeleceu uma política proibindo seus funcionários de praticar a glossolalia. Na metade da década de 1960, a organização adotou o cessacionismo, uma doutrina que considera que dons espirituais como glossolalia, profecia e cura teriam cessado após a Era Apostólica. Turner aponta que o teólogo dispensacionalista Robert Thieme [en] influenciou Bright nessa posição, o que limitou uma aproximação maior com cristãos pentecostais e carismáticos.
Após uma campanha de arrecadação de fundos e resolução de disputas legais com autoridades locais, a Campus Crusade instalou uma sede em Arrowhead Springs, San Bernardino, Califórnia, no Hotel Arrowhead Springs. O local incluía dormitórios para abrigar milhares de estudantes durante treinamentos evangelísticos. Em meados dos anos 1960, a expansão da organização resultou na criação de ministérios voltados para públicos internacionais, leigos e esportivos. Entre os ex-funcionários notáveis da Campus Crusade estão o evangelista Hal Lindsey [en], autor de The Late, Great Planet Earth [en], e Marabel Morgan, autora de The Total Woman.

### "Quatro Leis Espirituais"
Em 1952, Bill Bright elaborou os pontos principais das "Quatro Leis Espirituais" em colaboração com o vendedor Bob Ringer, após dificuldades enfrentadas por ele e sua equipe na comunicação da mensagem evangélica. As "Quatro Leis Espirituais" foram apresentadas como:
- Deus ama você e tem um plano maravilhoso para sua vida.
- O homem é pecador e está separado de Deus, não podendo conhecer ou experimentar o plano de Deus para sua vida.
- Jesus Cristo é a solução providenciada por Deus para o pecado humano, por meio de quem é possível conhecer o amor e o plano de Deus.
- É necessário aceitar Jesus Cristo como Salvador e Senhor mediante um convite pessoal.

Em 1965, Gus Yeager, um empresário de Toledo, organizou essas leis em um livreto, complementando-as com versículos bíblicos, comentários e diagramas explicativos. Bill Bright produziu e distribuiu o livreto em grande escala nos campi universitários dos Estados Unidos. As "Quatro Leis Espirituais" ofereciam uma explicação em quatro etapas sobre como se tornar cristão e se tornaram um dos folhetos religiosos mais distribuídos da história. Até 2006, o material havia sido traduzido para mais de 200 idiomas, com um total estimado de 2,5 bilhões de cópias distribuídas globalmente. Por sua simplicidade, o livreto segue sendo utilizado, em diferentes formatos, pela Cru e suas afiliadas internacionais.

### Movimento contracultural
Na década de 1960, a Campus Crusade patrocinou a banda de música cristã New Folk, buscando atrair um público semelhante ao de artistas populares da época, como The Beatles e Bob Dylan. De acordo com o historiador John G. Turner, sob a liderança de Bill Bright, a organização se engajou ativamente com o movimento contracultural das décadas de 1960 e 1970. Um exemplo foi o "Berkeley Blitz", realizado em janeiro de 1967, que reuniu 600 funcionários e estudantes da Campus Crusade em eventos como shows, jantares para estudantes internacionais, uma apresentação do ilusionista André Kole e um sermão de Billy Graham. A organização relatou que 700 estudantes e professores se converteram ao cristianismo durante a campanha.
No final dos anos 1960, refletindo sua postura conservadora e anticomunista, a Campus Crusade promoveu contramanifestações em resposta a protestos da Nova Esquerda e contra a guerra, incluindo aqueles organizados pelos Estudantes por uma Sociedade Democrática [en] (SDS). Durante a Convenção Nacional Democrata de 1968, em Chicago, membros da organização realizaram atividades evangelísticas. Além disso, foi criado o Frente de Libertação Cristã Mundial [en] (CWLF), um projeto voltado para alcançar hippies e engajar a Nova Esquerda. O CWLF oferecia casas seguras e locais temporários de abrigo ("crash pads") para dependentes químicos, infiltrava-se em reuniões do SDS e buscava dissuadir radicais do uso da violência. Embora apoiado pela Campus Crusade, o projeto foi conduzido com discrição para evitar reações negativas de doadores conservadores e possíveis simpatizantes.
Em 1972, em coordenação com o Movimento de Jesus, a Campus Crusade organizou o Explo '72 [en], um congresso internacional de estudantes sobre evangelismo, realizado no Estádio Cotton Bowl em Dallas. O evento, que durou uma semana, incluiu treinamentos em evangelismo e discipulado, além de apresentações de música contemporânea. Com cerca de 80.000 participantes, entre estudantes universitários e do ensino médio, foi descrito pela mídia como o "Woodstock cristão". Além da participação de Billy Graham, o Explo '72 contou com artistas como Johnny Cash, Kris Kristofferson, a banda cristã Love Song, Andraé Crouch e os Disciples.
Segundo Turner, o Explo '72 marcou a primeira grande exposição da Campus Crusade na mídia convencional, sendo amplamente considerado um sucesso devido à cobertura positiva. Ele observa que, na década de 1970, a organização passou a adotar uma abordagem mais voltada à consciência social, ampliando o recrutamento de palestrantes e delegados afro-americanos. A presença significativa de elementos pentecostais e carismáticos no evento indicou uma postura mais aberta de Bright em relação a esses movimentos, embora a organização mantivesse sua oposição à prática da glossolalia.

### Onda conservadora, anos 1970 e 1980
Nas décadas de 1970 e 1980, a Campus Crusade passou a alinhar-se mais fortemente com perspectivas políticas, morais e sociais de tendência conservadora. Em meados dos anos 1970, lançou o FamilyLife, um ministério voltado para famílias, que promovia uma visão baseada em interpretações bíblicas sobre temas como estrutura familiar, papéis de gênero, homossexualidade e aborto. Bill Bright expressava preocupação com o que descrevia como a "desagregação da família americana" e defendia a adesão a valores fundamentados na Bíblia. No contexto do Bicentenário Evangélico de 1976, a organização iniciou a campanha evangelística "Eu Encontrei", que alcançou 246 cidades e mobilizou aproximadamente 300.000 voluntários cristãos de 15.000 igrejas.
A Campus Crusade também estabeleceu parcerias com líderes evangélicos, como Jack W. Hayford, Pat Robertson, Pat Boone, William Armstrong [en] e Billy James Hargis [en] para desenvolver conexões com políticos americanos, sobretudo do Partido Republicano, por meio de iniciativas como a "Embaixada Cristã". Bill Bright apoiava a Maioria Moral e o presidente Ronald Reagan, figuras amplamente populares entre evangélicos da época. Em 1980, dois funcionários da organização, Jerry Regier e Robert Pittenger [en], participaram da Conferência da Casa Branca sobre Famílias e do Briefing Nacional de Assuntos em 1980. Segundo John G. Turner, as posições políticas conservadoras de Bright e da Campus Crusade geraram tensões com o evangelista Jim Wallis, conhecido por suas inclinações progressistas.
Na década de 1980, Bright buscou criar a "Universidade Internacional Cristã de Pós-Graduação" em La Jolla, San Diego, como uma instituição de pós-graduação ligada à Campus Crusade. O projeto enfrentou dificuldades financeiras significativas, que colocaram a organização em risco de insolvência, além de resistência do prefeito de San Diego, Roger Hedgecock [en], e de grupos ambientalistas, como o Sierra Club. Esses opositores apoiaram um referendo em novembro de 1985, que exigiu aprovação popular para projetos na reserva norte da cidade. Em março de 1986, a Campus Crusade entrou com uma ação de US$ 70 milhões contra San Diego, mas não obteve êxito. Posteriormente, sua subsidiária, University Development, declarou falência após a execução de uma hipoteca, e o desenvolvedor texano Glenn Terrell adquiriu a propriedade, auxiliando na quitação das dívidas.
Ainda na mesma década, a Campus Crusade intensificou sua colaboração com igrejas carismáticas, pentecostais e católicas. As relações de Bright com líderes carismáticos e pentecostais, bem como a experiência de Vonette Bright nesse contexto, influenciaram a organização a adotar uma postura mais flexível em relação a esses grupos. Em 1983, a regra que proibia funcionários de praticarem glossolalia foi revogada. No final dos anos 1980, a organização passou a trabalhar com as Assembleias de Deus em projetos missionários na África e América Latina e com a Igreja Católica na distribuição do filme Jesus em países de maioria católica.

### Anos 1990 e 2000
No final dos anos 1980 e ao longo da década de 1990, o ministério FamilyLife (anteriormente chamado Family First) da Campus Crusade passou a adotar o complementarismo, uma perspectiva que define papéis distintos, mas complementares, para homens e mulheres no casamento, na vida familiar e na liderança religiosa. Bill e Vonette Bright integraram o conselho do Conselho sobre Masculinidade e Feminilidade Bíblicas [en], uma organização alinhada ao complementarismo, e assinaram a Declaração de Danvers. Segundo John G. Turner, Dennis Rainey, diretor do FamilyLife, desempenhou um papel central na consolidação dessa visão dentro da liderança da Campus Crusade. Em 1993, o FamilyLife publicou o Manifesto da Família, que destacava a liderança masculina no âmbito familiar e o papel das mulheres como cuidadoras. Em 1999, a organização endossou a declaração da Convenção Batista do Sul sobre a família, reforçando o complementarismo. A Campus Crusade também manteve posições tradicionais evangélicas em relação à homossexualidade e ao aborto. Nos anos 2000, o FamilyLife apoiou a Proposição 22 da Califórnia, aprovada em 2000, e se posicionou contra o casamento entre pessoas do mesmo sexo.
Em 1991, a Campus Crusade mudou sua sede mundial de Arrowhead Springs, Califórnia, para Orlando, Flórida. Em 1992, estabeleceu uma parceria com a Co-Mission para realizar atividades evangelísticas na antiga União Soviética. Durante os anos 1990, a organização promoveu campanhas midiáticas em campi universitários, abordando temas como abstinência sexual, combate ao alcoolismo e ao racismo. Em 1996, gerou controvérsia ao veicular anúncios com testemunhos de pessoas identificadas como "ex-homossexuais" durante a Semana Nacional de Coming Out. Diversos jornais recusaram a publicação dos anúncios ou responderam com editoriais contrários.
Para atender à baixa representatividade de afro-americanos e outras minorias étnicas, observada nas décadas de 1970 e 1980, a Campus Crusade criou movimentos estudantis étnicos nos anos 1990. Em 1991, Tom Fritz fundou o Impact, voltado para afro-americanos, que incluía conferências regionais com música gospel. A organização também lançou campanhas destacando interpretações bíblicas contra o racismo e as influências africanas no cristianismo para engajar estudantes negros. Os movimentos Epic e Destino foram criados para alcançar estudantes asiático-americanos e latinos, respectivamente. Além disso, a Campus Crusade for Christ da Coreia estabeleceu capítulos na Costa Oeste dos Estados Unidos direcionados à comunidade coreano-americana.
Em 2000, Bill Bright nomeou Steve Douglass, então vice-presidente executivo e diretor dos Ministérios dos EUA, como seu sucessor. Douglass assumiu a presidência em agosto de 2001. Em 19 de julho de 2011, a Campus Crusade for Christ anunciou que, nos Estados Unidos, passaria a se chamar Cru, buscando reduzir barreiras associadas ao termo "Crusade", especialmente em comunidades muçulmanas.
Em abril de 2020, Steve Douglass comunicou sua saída da presidência por motivos de saúde. Em 2 de setembro do mesmo ano, a Cru anunciou que Steve Sellers, vice-presidente executivo e diretor nacional dos EUA, assumiria o cargo a partir de outubro.
Nos últimos anos, a Cru tem enfrentado debates internos sobre a integração de questões de raça e diversidade em sua missão. À medida que a sociedade americana reexamina suas perspectivas raciais, a organização busca responder a essas mudanças. Alguns membros defendem que adaptações teológicas e estruturais podem promover a diversidade e refletir valores cristãos como aceitação e amor incondicional, enquanto outros consideram que uma ênfase excessiva na raça pode gerar divisões e desviar do foco evangelístico da Cru.

## Ministérios e parceiros
O historiador John G. Turner e o pastor David Cobia caracterizam a Cru como uma organização paraeclesiástica, funcionando paralelamente às igrejas institucionais. Ao longo de sua história, a Cru tornou-se amplamente reconhecida pelo uso das "Quatro Leis Espirituais", um folheto evangelístico desenvolvido em 1952 (e consolidado como publicação em 1965) que apresenta, em quatro etapas, um resumo de crenças evangélicas fundamentais. Até 2006, estima-se que mais de 2,5 bilhões de exemplares tenham sido impressos, e o material segue em uso pela Cru e suas afiliadas internacionais.

### Athletes in Action
O Athletes in Action, um dos ministérios da Cru, organiza eventos como o Café da Manhã do Super Bowl, reconhecido pela NFL. Durante o evento, é concedido o Prêmio Bart Starr [en], que busca destacar um jogador da NFL por seu caráter e liderança, tanto em campo quanto na vida pessoal e comunitária.

### Embaixada Cristã
A Embaixada Cristã é uma iniciativa da Cru direcionada a políticos e diplomatas.

### Faculdades
Embora a tentativa de estabelecer a "Universidade Internacional Cristã de Pós-Graduação" em San Diego na década de 1980 tenha sido malsucedida, a Campus Crusade mantém a operação de diversas faculdades teológicas fora dos Estados Unidos. Desde 1998, a organização administra o The King's College, uma instituição cristã localizada em Nova York.

### FamilyLife
Após o Congresso Continental Evangélico sobre a Família, em 1975, os funcionários Ney Bailey e Don Meredith iniciaram seminários pré-matrimoniais e de casamento, motivados por questões conjugais observadas entre membros da Campus Crusade. Em 1978, diante do interesse de pastores e líderes comunitários, os seminários foram abertos ao público, dando origem ao FamilyLife. O ministério utiliza a Bíblia como base para abordar temas como casamento, família, papéis de gênero, homossexualidade e aborto. Embora enfatize a liderança masculina, também procura integrar elementos do feminismo contemporâneo, promovendo a participação feminina em papéis de liderança sem desafiar estruturas tradicionais. Desde 1976, mais de 1,5 milhão de pessoas participaram de suas conferências sobre casamento.
Nas décadas de 1980 e 1990, o FamilyLife expandiu-se significativamente, impulsionado pela ênfase em "valores familiares" no discurso político evangélico dos Estados Unidos. Sob a direção de Dennis Rainey, o ministério reforçou o complementarismo dentro da Campus Crusade. Em 1993, publicou o Manifesto da Família, que reiterava a liderança masculina no contexto familiar. Nos anos 2000, o FamilyLife alinhou-se a organizações conservadoras, como o Focus on the Family, de James Dobson, e o Conselho de Pesquisa Familiar [en], em oposição ao casamento entre pessoas do mesmo sexo, ao aborto e à pornografia.
Além de atividades relacionadas a questões morais, o FamilyLife promove conferências, programas de rádio e publicações. Em 2008, seu orçamento anual alcançava cerca de US$ 40 milhões, e a organização lançou uma campanha para arrecadar US$ 100 milhões visando a construção de uma nova sede em Little Rock, Arkansas.

### Inner City
O ministério Inner City da Cru, anteriormente conhecido como Here's Life Inner City, concentra-se em treinar e capacitar igrejas em 17 cidades dos Estados Unidos para atender às necessidades materiais imediatas das comunidades locais. Oferece programas de longo prazo, como o Holistic Hardware, voltado para o desenvolvimento de habilidades práticas, e o WorkNet, focado em preparação para o mercado de trabalho.

### Jesus Film Project
O Jesus Film Project foi iniciado em 1981 com o objetivo de traduzir o filme Jesus, produzido em Hollywood, para diversos idiomas, possibilitando sua exibição por missionários em línguas nativas ao redor do mundo. A ideia teve origem em 1945, quando Bill Bright, fundador da Campus Crusade, considerou financiar um filme sobre a vida de Jesus que fosse ao mesmo tempo acessível ao público, fiel às narrativas bíblicas e adaptável a idiomas além do inglês. Naquele momento, Bright optou por priorizar o ministério universitário em vez de avançar com o projeto cinematográfico.
Em 1976, com a expansão da influência da Campus Crusade para áreas como esportes e outros setores além dos campi universitários, Bright voltou sua atenção ao cinema. Nesse ano, o produtor britânico de origem judaica John Heyman, conhecido por trabalhos em televisão e cinema, propôs a Bright financiar o filme Jesus e o Projeto Gênesis, uma iniciativa mais ampla que adaptaria Antigo e o Novo Testamentos. A proposta foi bem recebida, e Bright designou Paul Eshleman, então diretor do ministério universitário, para colaborar com Heyman. Apesar de certa resistência interna na Campus Crusade devido à contratação de Heyman, que não era cristão, Bright aprovou o projeto após assistir a um curta produzido por Heyman sobre os dois primeiros capítulos do Evangelho de Lucas, delegando Eshleman para trabalhar em tempo integral na produção.
O corte inicial de Heyman, baseado no Evangelho de Lucas, tinha mais de quatro horas, mas foi reduzido após consultas com Bright e Eshleman. O financiamento, no valor de US$ 6 milhões, veio de apoiadores da Campus Crusade, incluindo Bunker e Caroline. O elenco contou com o ator britânico Brian Deacon como Jesus, Rivka Neumann como Maria, Yosef Shiloach como José e Niko Nitai como Pedro.
Com o patrocínio da Warner Brothers, Jesus estreou nos cinemas dos Estados Unidos no final de 1979. Eshleman coordenou parcerias com igrejas evangélicas e católicas para promover exibições, oferecendo descontos e organizando excursões, o que resultou em cerca de quatro milhões de espectadores em 1980. Embora tenha sido bem recebido por audiências cristãs, o filme não alcançou um público mais amplo, gerando receita insuficiente para financiar o Projeto Gênesis e deixando uma dívida de US$ 4 milhões. Após a conclusão, a relação entre Heyman e a Campus Crusade se desgastou, com Heyman expressando descontentamento pela falta de reconhecimento de sua contribuição e pelas alterações feitas para fins evangelísticos. No final dos anos 1990, ele abriu um processo contra a organização por causa de The Story of Jesus for Children, uma versão reduzida com cenas adicionais, mas o caso foi resolvido fora dos tribunais.
Bright, satisfeito com o resultado, planejou usar o filme como uma ferramenta evangelística global. A Campus Crusade passou a dublá-lo em diversos idiomas, incorporando-o às campanhas "Here's Life, World". Nas décadas de 1980 e 1990, produziu e distribuiu dezenas de versões dubladas em países em desenvolvimento, em colaboração com a Convenção Batista do Sul, denominações carismáticas e pentecostais e a Igreja Católica. Em 2000, a Igreja Católica trabalhou com a Campus Crusade para adaptar o filme às suas perspectivas teológicas.
Nos Estados Unidos, a distribuição incluiu campanhas de mala direta coordenadas por igrejas para enviar cópias a residências em áreas específicas. Líderes do projeto afirmam que o filme foi assistido mais de 5 bilhões de vezes por cerca de 3 bilhões de pessoas, embora esses números sejam contestados. Vinay Samuel, ex-diretor da Associação Internacional de Teólogos de Missões Evangélicas, questionou a precisão das estimativas, afirmando que "não foram coletados de forma científica" e que "não há como confirmá-los".

### Ministérios de Josh McDowell
Em 1964, Josh McDowell tornou-se representante itinerante da Cru, falando sobre a fé cristã em grupos universitários. Até 2008, o Ministério de Josh McDowell tornou-se um ministério de palestras e ajuda humanitária baseado em Dallas, em parceria com a Cru. Ao longo dos anos, focou em apologética cristã, questões juvenis como relacionamentos e sexualidade, e ajuda humanitária internacional.

## Críticas
A Cru tem recebido críticas relacionadas à sua postura sobre sexualidade, especialmente pela restrição de membros praticantes da comunidade LGBT em posições de liderança. Em 2018, o Rollins College [en], uma instituição de ensino superior na Flórida, recusou-se a reconhecer a Cru como organização estudantil, alegando que seus critérios para liderança, que excluem pessoas gays, contrariam a política de não discriminação da universidade. Embora a constituição da Cru inclua uma cláusula de não discriminação, o Rollins apontou que a declaração de fé obrigatória da organização poderia influenciar a admissão de membros e a escolha de líderes, gerando preocupações sobre discriminação.
Elizabeth McAlister, estudiosa de religião, observa que a linguagem da Cru, que utiliza metáforas de "guerreiros" incentivados a "se alistar, reunir, avançar, fazer campanha e atacar", reflete uma tendência mais ampla de uso de termos militarizados no evangelicalismo contemporâneo.

## Arrecadação de fundos
A Cru é um dos membros fundadores do Conselho Evangélico para Responsabilidade Financeira (ECFA), uma entidade que promove padrões éticos em finanças para organizações cristãs. Até o final da década de 1970, a maior parte de sua receita provinha de contribuições de famílias, amigos e igrejas, destinadas principalmente a cobrir os salários de seus funcionários. A partir do final dos anos 1970, com a expansão de projetos evangelísticos nacionais e internacionais, a organização passou a buscar doações de indivíduos conservadores abastados, como Wallace E. Johnson, Roy Rogers e Nelson Bunker Hunt.
Em 2007, a revista Forbes classificou a Campus Crusade como a 107ª organização mais eficiente em arrecadação entre as 200 maiores entidades beneficentes dos Estados Unidos, com 93% de seus fundos aplicados em programas e 7% em despesas administrativas. Em 2008, o Chronicle of Philanthropy posicionou-a como a 23ª organização em recebimento de doações privadas, com um total anual de US$ 514 milhões. Em 2012, a Forbes a listou em 19º lugar entre as maiores instituições de caridade dos EUA, registrando uma receita total de US$ 519 milhões, sendo o maior salário de um funcionário da Cru US$ 164.206 no ano fiscal de 2011. Em 2020, a Forbes classificou-a como a 25ª maior organização beneficente dos Estados Unidos; em 2022, a organização ficou em 26ª posição.

## Presença mundial
A Cru Global opera sob diferentes denominações em diversas regiões do mundo, como:
- Coreia – Campus Crusade for Christ da Coreia[91]

### História
De acordo com John G. Turner, o nigeriano Idowu Johnson, estudante da Universidade da Califórnia em Los Angeles (UCLA), foi o primeiro representante internacional da Campus Crusade, em 1954. Após retornar à Nigéria, atuou como evangelista em sua universidade. Em 1958, o sul-coreano Joon Gon Kim tornou-se o primeiro funcionário internacional permanente da organização, iniciando sua primeira missão fora dos Estados Unidos, na Coreia do Sul. Kundan Massey, estudante paquistanês do Seminário Teológico Fuller, estabeleceu o primeiro capítulo da Campus Crusade no Paquistão. Até o final da década de 1950, a organização estava presente em três países. Sua expansão internacional gerou tensões com a InterVarsity Christian Fellowship, que também mantinha atividades em outros países.
Em 1961, Bill e Vonette Bright participaram da cruzada de Tóquio promovida pela Visão Mundial, utilizando a oportunidade para ampliar a presença da Campus Crusade no Japão. Durante os anos 1960, a organização expandiu-se para 45 países, incluindo o Reino Unido. Bright nomeou Ray Nethery e Bob Kendall como responsáveis pelas operações na Ásia e na América Latina, respectivamente. Em 1967, enviou 55 trabalhadores para iniciar atividades em universidades britânicas, onde o ministério passou a ser conhecido como Agapé. No mesmo ano, foram criados capítulos em campi no Canadá e na Austrália, que posteriormente deram origem aos Power to Change Ministries.
Após a saída de Nethery em 1968, Bright nomeou Bailey Marks como diretor para a Ásia, com a tarefa de coordenar os ministérios na região. Marks estabeleceu um centro de treinamento em Manila, nas Filipinas, para capacitar funcionários asiáticos nas práticas e filosofias da organização. Embora a Campus Crusade valorizasse a liderança local, passou a exigir alinhamento com suas diretrizes, o que resultou na renúncia de cerca de um terço dos 90 funcionários asiáticos na época. Os novos contratados adotaram os métodos evangelísticos da organização.
Aproveitando o impacto do Explo '72, a Campus Crusade organizou o Explo '74, realizado em Seul, que reuniu aproximadamente 300.000 participantes. Uma das sessões noturnas teria atraído cerca de 1,5 milhão de pessoas, com relatos de 320.000 conversões ao cristianismo. Bright manifestou apoio ao presidente sul-coreano Park Chung Hee, de perfil conservador e anticomunista, que instaurou a lei marcial em 1972, sugerindo que o Explo '74 demonstrava a continuidade da liberdade religiosa sob seu governo.
No final dos anos 1970, a Campus Crusade ajustou sua estratégia, passando a incentivar estudantes a atuarem como missionários da organização após a graduação, em vez de focar exclusivamente no evangelismo universitário. Segundo Turner, o número de funcionários americanos em missões internacionais dobrou, alcançando 660 entre 1977 e 1981.
Em 2011, o The New York Times reportou que a Cru contava com 25.000 missionários distribuídos em 191 países.

## Páginas externas
- Página oficial da organização